# آفونسوی پنجم
آفونسو پنجم (انگلیسی: Afonso V of Portugal؛ ۱۵ ژانویه ۱۴۳۲ – ۲۸ اوت ۱۴۸۱) از سال ۱۴۳۸ تا زمان مرگ پادشاه پرتغال بود. او فتوحاتی نیز در آفریقای شمالی داشت.